# Половцов, Андрей Петрович
Андре́й Петро́вич По́ловцов (1868—1946) — генерал-майор Свиты, помощник управляющего Кабинетом Его Императорского Величества, заведующий земельно-заводским отделом.

## Биография
Православный. Из дворян Псковской губернии. Вместе с братом Н. П. Половцовым владел 3500 десятинами в Черниговской губернии.
Окончив Киевский кадетский корпус в 1886 году, поступил в Николаевское кавалерийское училище, где в 1887 году был произведен эскадронным вахмистром и за успехи в науках занесен на мраморную доску. По окончании курса в 1888 году выпущен был корнетом в Кавалергардский полк.
Чины: поручик (1892), штабс-ротмистр (1898), ротмистр (1900), полковник (1906), флигель-адъютант (1908), генерал-майор с зачислением в Свиту (1912).
В 1894 году поступил в Николаевскую академию Генерального штаба, откуда в 1896 году, по окончании курса двух классов, был отчислен в свой полк. В 1899 году был назначен заведывающим нестроевой командой и начальником полкового обоза, а в 1900 году — заведывающим полковой учебной командой. С 28 апреля 1901 по 13 марта 1904 года командовал 4-м эскадроном полка.
С началом русско-японской войны, 2 апреля 1904 года назначен уполномоченным по отправке и раздаче войскам на Дальнем Востоке подарков императрицы Александры Феодоровны. Находясь на театре военных действий, в составе 3-го Сибирского армейского корпуса участвовал в боях: 3 и 4 июля 1904 года на Уфангуанском перевале и 26—29 сентября того же года у деревни Кастайцзы. За боевые отличия был награждён орденами св. Анны 4-й степени с надписью «за храбрость», св. Анны 3-й степени с мечами и бантом, а также Золотым оружием «За храбрость».
10 апреля 1905 года назначен адъютантом к командующему Императорской главной квартирой, а 3 декабря того же года — и. д. штаб-офицера для поручений при Императорской главной квартире. 24 августа 1906 года назначен и. д. помощника начальника Военно-походной канцелярии Его Императорского Величества 18 сентября 1909 года назначен помощником управляющего Кабинетом Его Императорского Величества, заведывающим земельно-заводским отделом. 6 декабря 1912 года за отличие произведен в генерал-майоры с зачислением в Свиту.
6 октября 1914 года назначен помощником по гражданской части временного военного генерал-губернатора Галиции. 1 февраля 1916 года возвращен на должность помощника управляющего Кабинетом Его Императорского Величества, заведывающим земельно-заводским отделом. После Февральской революции, 10 мая 1917 года уволен от службы по болезни.
Участвовал в Белом движении на Юге России. В Вооруженных силах Юга России состоял по ведомству Министерства иностранных дел. В 1920 году эвакуировался из Новороссийска.
В эмиграции в Югославии. На 1938 год — представитель полкового объединения в Югославии. Скончался в 1946 году. Похоронен в австрийском городе Bad Goisern (при входе на кладбище по правую руку находится мемориальная доска). Был женат на Людмиле Михайловне Матковской (ум. 1924).

## Награды

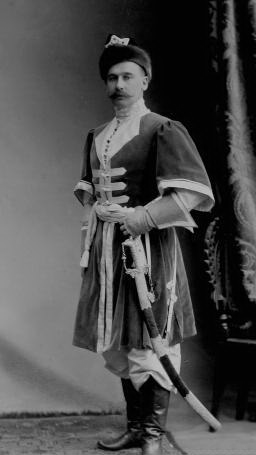
На костюмированном балу 1903 года.

- Орден Святого Станислава 3-й ст. (1902)
- Орден Святой Анны 4-й ст. с надписью «за храбрость» (1905)
- Орден Святого Станислава 2-й ст. (1906)
- Орден Святой Анны 3-й ст. с мечами и бантом (1907)
- Золотое оружие «За храбрость» (ВП 27.01.1909)
- Орден Святого Владимира 4-й ст. с бантом за 25 лет (1910)
- Орден Святого Владимира 3-й ст. (1911)
- Орден Святого Станислава 1-й ст. (6.4.1914)
- Орден Святой Анны 1-й ст. (24.2.1915)
- Орден Святого Владимира 2-й ст. (ВП 03.07.1915)
- Высочайшее благоволение (ВП 19.04.1916)

Иностранные:
- черногорский Орден Князя Даниила I 4-й ст. (1894)
- бухарский Орден Золотой Звезды 3-й ст. (1906)
- черногорский Орден Князя Даниила I 3-й ст. (1908)
- гессенский Орден Филиппа Великодушного, командорский крест 1-го кл. (1908)
- румынский Орден Короны, командорский крест (1908)
- шведский Орден Меча, командорский крест 2-го кл. (1908)
- французский Орден Почетного легиона, офицерский крест (1909)
- болгарский Орден «За военные заслуги» 3-й ст. (1909)
- австрийский Орден Франца-Иосифа, командорский крест 1-й ст. со звездой (1913)